# Maszkowo (województwo pomorskie)
Maszkowo (kaszb. Maszkowo, niem. Johannishof) – podworska osada w Polsce położona w województwie pomorskim, w powiecie słupskim, w gminie Kobylnica na Równinie Słupskiej.
W latach 1975–1998 miejscowość administracyjnie należała do województwa słupskiego.

## Nazwa
Nazwa miejscowości jest tzw. chrztem nazewniczym i ma charakter pseudodzierżawczy. Powstała przez dodanie do nazwy osobowej Maszek (Maciej) formantu -owo. Pierwotna niemiecka nazwa Johannishof ma charakter pamiątkowy i składa się z dwóch członów: nazwy osobowej Johannes „Jan” i nazwy pospolitej Hof „zagroda, folwark”.
Rada Języka Kaszubskiego proponuje opartą na polskiej kaszubską formę nazwy Maszkowo.